# Centrosaurinae
Centrosaurini byli velkou skupinou ceratopsidních dinosaurů, žijících zejména na území západu Severní Amerika v období pozdní křídy (asi před 81 až 66 miliony let). Typovým rodem se stal Centrosaurus. Centrosaurini se dále dělí na dva triby (menší taxonomické jednotky). Formálně byl tento klad stanoven roku 1915 americkým paleontologem Lawrencem Lambem.

## Rozměry
Obvykle byli tito rohatí dinosauři relativně menších až "středních" rozměrů, s výjimkou čínského rodu Sinoceratops (s lebkou o délce 180 cm) dosahovali podstatně menších velikostí než chasmosaurini (délka lebky u nich často nepřesahovala 70 cm). Tělesná délka se u zástupců této skupiny pohybovala v rozmezí 2,5 až 8 metrů, vykazovali tedy značnou velikostní a morfologickou variabilitu. Nejčastější byli zástupci s délkou kolem 6 metrů, jako byl například rozšířený rod Centrosaurus.

## Biodiverzita
Druhová rozmanitost těchto ceratopsidních dinosaurů byla extrémně vysoká, což odpovídá také době jejich existence a přítomnosti v ekosystémech s nejvyšší druhovou rozmanitostí dinosaurů vůbec (zejména v období pozdní křídy na území USA a Kanady). V současnosti z těchto lokalit rozlišujeme několik desítek druhů rohatých dinosaurů a další ještě budou pravděpodobně popsány v příštích letech.

## Zástupci
- Albertaceratops
- ?Brachyceratops
- Diabloceratops
- Machairoceratops
- Medusaceratops
- Menefeeceratops
- Monoclonius
- Sinoceratops
- Wendiceratops
- Xenoceratops
  - Nasutoceratopsini
- Avaceratops
- Crittendenceratops
- Nasutoceratops
- Yehuecauhceratops
  - Eucentrosaura
    - Pachyrhinosaurini
    - Centrosaurini
- Centrosaurus
- Coronosaurus[5]
- Rubeosaurus
- Spinops
- Stellasaurus
- Styracosaurus[6]